# Gmina Tuczępy
Die Gmina Tuczępy [tuˈt͡ʃɛmpɨ] ist eine Landgemeinde im Powiat Buski der Wojewodschaft Heiligkreuz in Polen. Ihr Sitz ist das gleichnamige Dorf.

## Geografie
Die Gmina liegt etwa 45 km südöstlich von Kielce und 20 km östlich der Kreisstadt Busko-Zdrój. Der Anteil der Ackerflächen beträgt rund 60 %, der Waldanteil rund 30 %. Die Gemeinde hat landwirtschaftlich-industriellen Charakter.

## Gemeinde
Zur Landgemeinde Tuczępy gehören die Orte: Brzozówka, Chałupki, Dobrów, Góra, Grzymała, Januszkowice, Jarosławice, Kargów, Nieciesławice, Niziny, Podlesie, Rzędów, Sachalin, Sieczków und Wierzbica.